# Segunda División de Andorra
La Segunda División de Andorra (oficialmente y en catalán: Segona Divisió d'Andorra), conocida desde la temporada 2018-19 como Lliga UNIDA,  por motivos de patrocinio, es la división inmediatamente inferior a la máxima categoría del campeonato de liga de Andorra, la Primera Divisió de Andorra. Está organizada por la Federación Andorrana de Fútbol y se disputa desde 1999.

## Formato
La liga consta de siete equipos. Los equipos juegan entre sí en dos rondas para un total de 12 partidos cada uno. El campeón de la liga ascenderá a la Primera División de la próxima temporada. El equipo ubicado en el segundo puesto juega una promoción a doble partido contra el penúltimo colocado  de la primera división. Los tres equipos filiales no pueden ascender.

## Equipos participantes
| Equipo                    | Localidad               | 2023-24                 |
| ------------------------- | ----------------------- | ----------------------- |
| City Escaldes             | Las Escaldas-Engordany  | No participó            |
| UE Santa Coloma B         | Santa Coloma de Andorra | 3.º                     |
| Ranger's B                | Andorra la Vieja        | No participó            |
| Atlètic Club d'Escaldes B | Las Escaldas-Engordany  | 4.º                     |
| Carroi                    | Andorra la Vieja        | Primera División (9.º)  |
| Atlètic Amèrica           | Las Escaldas-Engordany  | Primera División (10.º) |